# Concistori di papa Gregorio XVI

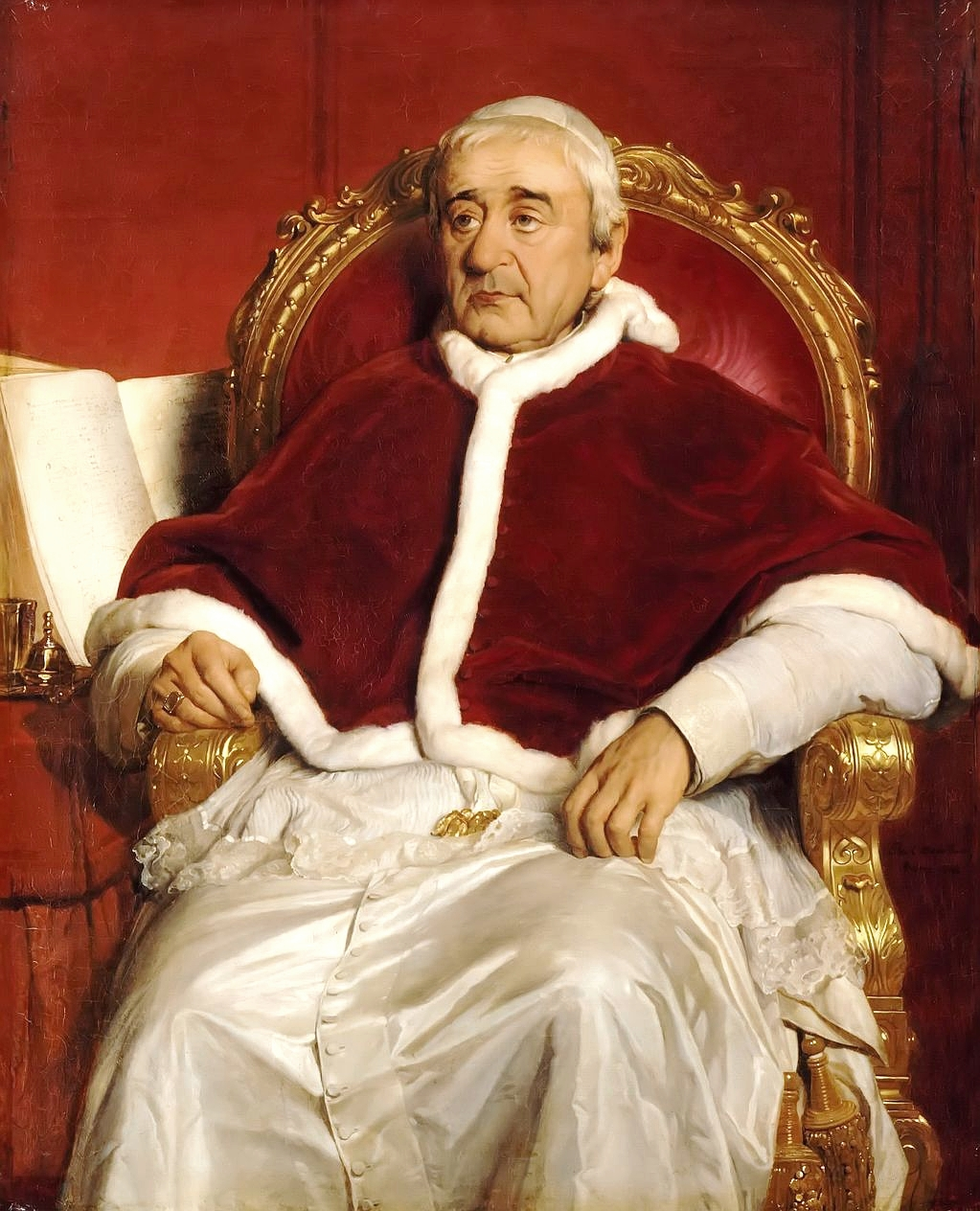
Papa Gregorio XVI

Questa voce raccoglie l'elenco completo dei concistori per la creazione di nuovi cardinali presieduti da papa Gregorio XVI, con l'indicazione di tutti i cardinali creati (75 nuovi cardinali in 24 concistori). Tra i porporati figura il suo immediato successore al soglio pontificio: Pio IX. I nomi sono posti in ordine di creazione.

## 30 settembre 1831 (I)
- Luigi Lambruschini, B., arcivescovo titolare di Berito e nunzio apostolico emerito in Francia; creato cardinale presbitero di San Callisto; deceduto il 12 maggio 1854;
- Giuseppe Antonio Sala, segretario della S.C. del Concilio; creato cardinale presbitero di Santa Maria della Pace; deceduto il 23 giugno 1839;

Dieci cardinali riservati "in pectore":
- Alessandro Giustiniani, arcivescovo titolare di Petra, nunzio apostolico in Portogallo; cardinale presbitero di Santa Croce in Gerusalemme (pubblicato il 2 luglio 1832); deceduto l'11 ottobre 1843;
- Francesco Tiberi Contigliano, arcivescovo titolare di Atene, nunzio apostolico in Spagna; creato cardinale presbitero di Santo Stefano al Monte Celio (pubblicato il 2 luglio 1832; titolo ricevuto il 1º agosto 1834); deceduto il 28 ottobre 1839;
- Ugo Pietro Spinola, arcivescovo titolare di Tebe, nunzio apostolico in Austria; creato cardinale presbitero dei Santi Silvestro e Martino ai Monti (pubblicato il 2 luglio 1832); deceduto il 2 gennaio 1858;
- Francesco Serra-Cassano, arcivescovo di Capua; creato cardinale presbitero dei Santi XII Apostoli (pubblicato il 15 aprile 1833); deceduto il 17 agosto 1850;
- Francesco Canali, arcivescovo titolare di Larissa, segretario della S.C. dei Vescovi e dei Regolari; cardinale presbitero di San Clemente (pubblicato il 23 giugno 1834); deceduto l'11 aprile 1835;
- Pietro Ostini, arcivescovo titolare di Tarso, internunzio apostolico in Brasile; cardinale presbitero di San Clemente (pubblicato l'11 luglio 1836; titolo ricevuto il 21 novembre); morto il 4 marzo 1849
- Benedetto Cappelletti, vice-camerlengo di Santa Romana Chiesa; creato cardinale presbitero di San Clemente (pubblicato il 2 luglio 1832); deceduto il 15 maggio 1834;
- Luigi Del Drago, segretario della S.C. per le indulgenze e le sacre reliquie; creato cardinale presbitero di San Lorenzo in Panisperna (pubblicato il 2 luglio 1832); deceduto il 18 aprile 1845;
- Francesco Maria Pandolfi Alberici, maestro di camera della Corte Pontificia; creato cardinale presbitero di Santa Prisca (pubblicato il 2 luglio 1832); deceduto il 3 giugno 1835;
- Ludovico Gazzoli, delegato apostolico di Urbino e Pesaro; creato cardinale diacono di Sant'Eustachio (pubblicato il 2 luglio 1832); deceduto il 12 febbraio 1858.

## 2 luglio 1832 (II)
- Giuseppe Maria Velzi, O.P., vescovo di Montefiascone; creato cardinale presbitero di Santa Maria sopra Minerva; deceduto il 23 novembre 1836;
- Mario Mattei, tesoriere generale della Camera Apostolica; creato cardinale diacono di Santa Maria in Aquiro; deceduto il 7 ottobre 1870;

## 15 aprile 1833 (III)
- Lorenzo Girolamo Mattei, patriarca di Antiochia dei Latini; creato cardinale presbitero; deceduto il 24 luglio 1833, prima di poter ricevere il titolo;
- Castruccio Castracane degli Antelminelli, segretario della S.C. de Propaganda Fide; creato cardinale presbitero di San Pietro in Vincoli; deceduto il 22 febbraio 1852;

## 29 luglio 1833 (IV)
- Jacopo Monico; patriarca di Venezia; creato cardinale presbitero dei Santi Nereo e Achilleo; deceduto il 25 aprile 1851;
- Filippo Giudice Caracciolo, C.O., arcivescovo di Napoli; creato cardinale presbitero di Sant'Agnese fuori le mura; deceduto il 29 gennaio 1844;

## 20 gennaio 1834 (V)
- Giacomo Luigi Brignole, arcivescovo titolare di Nazianzo, tesoriere generale della Camera Apostolica; creato cardinale presbitero di San Giovanni a Porta Latina; deceduto il 23 giugno 1853;
- Nicola Grimaldi, junior, vice-camerlengo di Santa Romana Chiesa; creato cardinale diacono di San Nicola in Carcere; deceduto il 12 gennaio 1845;

## 23 giugno 1834 (VI)
- Gaetano Maria Giuseppe Trigona e Parisi, arcivescovo di Palermo; creato cardinale presbitero; deceduto il 5 luglio 1837, senza essersi recato a Roma per ricevere il titolo;
- Luigi Bottiglia Savoulx, arcivescovo titolare di Perge, decano della Camera Apostolica; creato cardinale presbitero di San Silvestro in Capite; deceduto il 14 settembre 1836;
- Paolo Polidori, segretario della S.C. del Concilio; creato cardinale presbitero di Sant’Eusebio; deceduto il 23 aprile 1847;

Sei cardinali riservati "in pectore":
- Giuseppe della Porta Rodiani, patriarca di Costantinopoli dei Latini, uditore generale della Camera Apostolica; creato cardinale presbitero di Santa Susanna (pubblicato il 6 aprile 1835); deceduto il 18 dicembre 1841;
- Giuseppe Alberghini, chierico della Camera Apostolica; creato cardinale presbitero di Santa Prisca (pubblicato il 6 aprile 1835); deceduto il 30 settembre 1847;
- Alessandro Spada, decano della Sacra Rota Romana; creato cardinale diacono di Santa Maria in Cosmedin (pubblicato il 6 aprile 1835); deceduto il 16 dicembre 1843;
- Luigi Frezza, arcivescovo titolare di Calcedonia, ufficiale della Segreteria di Stato; creato cardinale presbitero di Sant’Onofrio (pubblicato l'11 luglio 1836); deceduto il 14 ottobre 1837;
- Costantino Patrizi Naro, arcivescovo titolare di Filippi, segretario della S.C. dei Vescovi e dei Regolari; creato cardinale presbitero di San Silvestro in Capite  (pubblicato l'11 luglio 1836);  deceduto il 17 dicembre 1876
- Adriano Fieschi, maestro di camera della Corte Pontificia; creato cardinale diacono di Santa Maria in Portico Campitelli (pubblicato il 13 settembre 1838); deceduto il 6 febbraio 1858.

## 6 aprile 1835 (VII)
- Placido Maria Tadini, O.C.D., arcivescovo di Genova; creato cardinale presbitero di Santa Maria in Traspontina; deceduto il 22 novembre 1847

Un cardinale riservato "in pectore":
- Ambrogio Bianchi, O.S.B.Cam., priore generale della sua Congregazione; cardinale presbitero dei Santi Andrea e Gregorio al Monte Celio (pubblicato l'8 luglio 1839); deceduto il 3 marzo 1856

## 1º febbraio 1836 (VIII)
- Jean-Louis Anne Madelain Lefebvre de Cheverus, arcivescovo di Bordeaux; creato cardinale presbitero; deceduto il 19 luglio 1836, senza essersi recato a Roma per ricevere il titolo;
- Gabriele della Genga Sermattei, arcivescovo di Ferrara; creato cardinale presbitero di San Girolamo degli Schiavoni; deceduto il 10 febbraio 1861.

## 19 maggio 1837 (IX)
- Luigi Amat di San Filippo e Sorso, arcivescovo titolare di Nicea, nunzio apostolico emerito in Spagna; creato cardinale presbitero di Santa Maria in Via; deceduto il 30 marzo 1878;

Un cardinale riservato in pectore:
- Angelo Mai, segretario della S.C. de Propaganda Fide; creato cardinale presbitero di Sant’Anastasia (pubblicato nel concistoro del 12 febbraio 1838); deceduto il 9 settembre 1854.

## 12 febbraio 1838 (X)
- Chiarissimo Falconieri Mellini, arcivescovo di Ravenna; creato cardinale presbitero di San Marcello; deceduto il 22 agosto 1859;
- Antonio Francesco Orioli, O.F.M.Conv., vescovo di Orvieto; creato cardinale presbitero di Santa Maria sopra Minerva; deceduto il 20 febbraio 1852;
- Giuseppe Gasparo Mezzofanti, primo custode della Biblioteca Apostolica Vaticana; creato cardinale presbitero di Sant’Onofrio; deceduto il 15 marzo 1849;
- Giuseppe Ugolini, chierico della Camera Apostolica; creato cardinale diacono di San Giorgio in Velabro; deceduto il 19 dicembre 1867;
- Luigi Ciacchi, vice-camerlengo di Santa Romana Chiesa; creato cardinale diacono di Sant'Angelo in Pescheria; deceduto il 17 settembre 1865.

Tre cardinali riservati "in pectore":
- Giovanni Soglia Ceroni, patriarca di Costantinopoli dei Latini, segretario della S.C. dei Vescovi e dei Regolari; creato cardinale presbitero dei Santi Quattro Coronati (pubblicato il 18 febbraio 1839); deceduto il 12 agosto 1856;
- Antonio Tosti, tesoriere generale della Camera Apostolica; creato cardinale presbitero di San Pietro in Montorio (pubblicato il 18 febbraio 1839); deceduto il 20 marzo 1866;
- Francesco Saverio Massimo, maestro di camera della Corte Pontificia; creato cardinale diacono di Santa Maria in Domnica (pubblicato il 24 gennaio 1842); deceduto il giorno 11 gennaio 1848.

## 13 settembre 1838 (XI)
- Engelbert Sterckx, arcivescovo di Malines; creato cardinale presbitero di San Bartolomeo all’Isola e deceduto il 4 dicembre 1867;

Un cardinale riservato "in pectore":
- Filippo de Angelis, arcivescovo-vescovo di Montefiascone; creato cardinale presbitero di San Bartolomeo alle Terme (pubblicato l'8 luglio 1839) deceduto l'8 luglio 1877.

## 30 novembre 1838 (XII)
Un cardinale riservato "in pectore":
- Gabriele Ferretti, cugino del futuro papa Pio IX, arcivescovo di Fermo; creato cardinale presbitero dei Santi Quirico e Giulitta (pubblicato l'8 luglio 1839) deceduto il 13 settembre 1860.

## 18 febbraio 1839 (XIII)
Un cardinale riservato "in pectore":
- Charles Januarius Acton, uditore generale della Camera Apostolica; creato cardinale presbitero di Santa Maria della Pace (pubblicato il 24 gennaio 1842) deceduto il 23 gennaio 1847.

## 8 luglio 1839 (XIV)
- Ferdinando Maria Pignatelli, C.R.T., arcivescovo di Palermo; creato cardinale presbitero di Santa Maria della Vittoria; deceduto il 10 maggio 1853.

## 23 dicembre 1839 (XV)
- Hugues-Robert-Jean-Charles de La Tour d'Auvergne-Lauraquais, vescovo di Arras;  creato cardinale presbitero di Sant'Agnese fuori le mura (titolo ricevuto il 16 aprile 1846); deceduto il 20 luglio 1851;

Tre cardinali riservati "in pectore":
- Luigi Vannicelli Casoni, vice-camerlengo di Santa Romana Chiesa; creato cardinale presbitero di San Callisto (pubblicato il 24 gennaio 1842); deceduto il 21 aprile 1877;
- Gaspare Bernardo Pianetti, vescovo di Viterbo e Tuscania; creato cardinale presbitero di San Sisto (pubblicato il 14 dicembre 1840); deceduto il 30 gennaio 1862;
- b. Giovanni Maria Mastai Ferretti, arcivescovo-vescovo di Imola; cardinale presbitero dei Santi Marcellino e Pietro (pubblicato il 14 dicembre 1840); poi eletto papa con il nome di Pio IX il 16 giugno 1846; deceduto il 7 febbraio 1878; beatificato il 3 settembre 2000.

## 14 dicembre 1840 (XVI)
Due cardinali riservati "in pectore":
- Lodovico Altieri, arcivescovo titolare di Efeso, nunzio apostolico in Austria; creato cardinale diacono di Santa Maria in Portico Campitelli (pubblicato il 21 aprile 1845); deceduto l'11 agosto 1867;
- Silvestro Belli, già segretario della S.C. Concistoriale; creato cardinale presbitero di Santa Balbina (pubblicato il 12 luglio 1841); deceduto il 9 settembre 1844.

## 1º marzo 1841 (XVII)
- Louis-Jacques-Maurice de Bonald, arcivescovo di Lione; creato cardinale presbitero della Santissima Trinità al Monte Pincio; deceduto il 25 febbraio 1870.

## 12 luglio 1841 (XVIII)
Due cardinali riservati "in pectore", di cui solo uno venne poi pubblicato:
- Tommaso Pasquale Gizzi, arcivescovo titolare di Tebe, nunzio apostolico nel Regno di Sardegna; creato cardinale presbitero di Santa Pudenziana (pubblicato il 22 gennaio 1844); deceduto il 3 giugno 1849.

## 24 gennaio 1842 (XIX)
- Friedrich Johann Joseph Cölestin von Schwarzenberg, arcivescovo di Salisburgo; creato cardinale presbitero di Sant’Agostino; deceduto il 27 marzo 1885;
- Cosimo Corsi, decano della Sacra Rota Romana; creato cardinale presbitero dei Santi Giovanni e Paolo; deceduto il 7 ottobre 1870.

## 27 gennaio 1843 (XX)
- Francesco di Paola Villadecani, arcivescovo di Messina; creato cardinale presbitero dei Santi Bonifacio e Alessio; deceduto il 13 giugno 1861;
- Ignazio Giovanni Cadolini, arcivescovo titolare di Edessa di Osroene, segretario della S.C. de Propaganda Fide; creato cardinale presbitero di Santa Susanna; deceduto il giorno 11 aprile 1850;
- Paolo Mangelli Orsi, uditore generale della Camera Apostolica; creato cardinale diacono di Santa Maria della Scala; deceduto il 4 marzo 1846;
- Giovanni Serafini, prefetto della Congregazione delle acque e delle strade; creato cardinale diacono dei Santi Vito, Modesto e Crescenzia; deceduto il 1º febbraio 1855.

## 19 giugno 1843 (XXI)
- Francisco de São Luiz (Manoel Justiniano) Saraiva, O.S.B., patriarca di Lisbona; cardinale presbitero; deceduto il 7 maggio 1845, senza essersi recato a Roma per ricevere il titolo;
- Antonio Maria Cadolini, B., vescovo di Ancona e Numana; creato cardinale presbitero di San Clemente; deceduto il 1º agosto 1851.

## 22 gennaio 1844 (XXII)
- Antonio Maria Cagiano de Azevedo, vescovo eletto di Senigallia; creato cardinale presbitero di Santa Croce in Gerusalemme; deceduto il 13 gennaio 1867;
- Niccola Clarelli Parracciani, vescovo eletto di Montefiascone; creato cardinale presbitero di San Pietro in Vincoli; deceduto il 7 luglio 1872.

Un cardinale riservato "in pectore":
- Fabio Maria Asquini, patriarca di Costantinopoli dei Latini, segretario della S.C. dei Vescovi e dei Regolari; creato cardinale presbitero di Santo Stefano al Monte Celio (pubblicato il 21 aprile 1845) deceduto il 23 dicembre 1878.

## 22 luglio 1844 (XXIII)
- Domenico Carafa della Spina di Traetto, arcivescovo di Benevento; creato cardinale presbitero di Santa Maria degli Angeli; deceduto il 17 giugno 1879;

Quattro cardinali riservati "in pectore":
- Francesco Capaccini, sostituto alla Segreteria di Stato; creato cardinale presbitero (pubblicato il 21 aprile 1845); deceduto il 15 giugno 1845, senza poter ricevere il titolo;
- Giuseppe Antonio Zacchia Rondinini, vice-camerlengo di Santa Romana Chiesa; creato cardinale diacono di San Nicola in Carcere (pubblicato il 21 aprile 1845); deceduto il 26 novembre 1845;
- Lorenzo Simonetti, assessore della S.C. dell'Inquisizione; creato cardinale presbitero di San Lorenzo in Panisperna (pubblicato il 24 novembre 1845) deceduto il 9 gennaio 1855;
- Giacomo Piccolomini, decano della Camera Apostolica; creato cardinale presbitero di Santa Balbina (pubblicato il 24 novembre 1845); deceduto il 17 agosto 1861.

## 19 gennaio 1846 (XXIV)
- Guilherme Henriques de Carvalho, patriarca di Lisbona; creato cardinale presbitero; deceduto il 15 novembre 1857, senza essersi mai recato a Roma per ricevere il titolo;
- Sisto Riario Sforza, arcivescovo di Napoli; creato cardinale presbitero di Santa Sabina; deceduto il 29 settembre 1877;
- Joseph Bernet, arcivescovo di Aix; creato cardinale presbitero; deceduto il 5 luglio 1846.

## Fonti
- (EN)  catholic-hierarchy.org/ Catholic-hierarchy.